# Robert Změlík
Robert Změlík, né le 18 avril 1969 à Prostějov, est un athlète tchèque spécialiste du décathlon, qui s'est illustré en remportant le titre olympique en 1992.

## Carrière sportive
Robert Změlík fait ses débuts sur la scène internationale lors des Championnats d'Europe d'athlétisme 1990 de Split en terminant à la quatrième place du décathlon avec 8 249 points.
L'année suivante, il crée la surprise en remportant la médaille d'or des Jeux olympiques de Barcelone, bénéficiant notamment de l'absence de Dan O'Brien, éliminé lors des sélections américaines. Změlík réalise 8 611 points, soit seize points de moins que sa meilleure performance effectuée quelques jours plus tôt au meeting de Götzis, et devance finalement l'Espagnol Antonio Peñalver et l'Américain Dave Johnson. Au regard de cette performance, il sera le porte-drapeau de la délégation de son pays à la cérémonie de clôture de ces Jeux.
Il est également finaliste lors du décathlon olympique d'Atlanta en 1996 en se classant 7ème de l'épreuve.

## Palmarès

### Jeux olympiques
- Jeux olympiques d'été de 1992 à Barcelone :
  -  Médaille d'or du décathlon

### Championnats du monde en salle
- Championnats du monde en salle 1997 à Paris :
  -  Médaille d'or de l'heptathlon

### Championnats d'Europe en salle
- Championnats d'Europe en salle 1992 à Gênes :
  -  Médaille d'argent de l'hepathlon